# Saison 1902 des Bronchos de Cleveland
La Saison 1902 des Bronchos de Cleveland est la deuxième saison de cette franchise en ligue majeure.

## Saison régulière
Défaite 2-5 en déplacement en ouverture de la saison face aux St. Louis Browns le 23 avril. La première victoire est enregistrée le 25 à l'occasion du troisième match de la saison : 10-0 face aux mêmes Browns. Le 26, le lanceur Addie Joss fait ses débuts en Ligue majeure. Il lance un one-hitter lors d'une victoire 3-0 contre les Browns.
Le premier match à domicile se tient le 6 mai face aux Chicago White Stockings ; c'est une défaite 6-3 devant 11 749 spectateurs. Le lendemain, le club enregistre la signature d'Elmer Flick.
Le 30 mai, les Bronchos échangent Candy LaChanche contre Charles Hickman avec les Boston Red Sox.
L'arrivée de Nap Lajoie est un véritable évènement rassemblant plus de 10 000 spectateurs le 4 juin à League Park pour assister à ses débuts sous les couleurs de Cleveland.
Le 8 juin, le club est contraint de délocaliser son match contre les Orioles à Dayton (Ohio) ; une loi municipale interdit en effet désormais (et jusqu'en 1911) la tenue de matches de baseball à Cleveland le dimanche. Des matches programmés le dimanche sont joués à Canton (Ohio), Fort Wayne (Ohio) et Columbus (Ohio).

### Classement
| Ligue américaine        | V  | D  | N | GB  | Pct. |
| ----------------------- | -- | -- | - | --- | ---- |
| Philadelphia Athletics  | 83 | 53 | 1 | --  | .610 |
| St. Louis Browns        | 78 | 58 | 4 | 5   | .574 |
| Boston Americans        | 77 | 60 | 1 | 6½  | .562 |
| Chicago White Stockings | 74 | 60 | 4 | 8   | .552 |
| Cleveland Bronchos      | 69 | 67 | 1 | 14  | .507 |
| Washington Senators     | 61 | 75 | 2 | 22  | .449 |
| Detroit Tigers          | 52 | 83 | 2 | 30½ | .385 |
| Baltimore Orioles       | 50 | 88 | 3 | 34  | .362 |